# Francisco Mendoza Taboada
Francisco Mendoza Taboada (Huelva, 8 de abril de 1949-7 de junio de 2020) fue un empresario de la construcción español que ejerció el cargo de presidente del Real Club Recreativo de Huelva entre 2001 y 2010.
Estuvo estrechamente ligado a la Hermandad de la Victoria (Huelva), llegando a ejercer cargos en diferentes juntas de oficiales de gobierno de la misma. Además, estuvo implicado en el proceso de coronación canónica de la titular mariana de la corporación.[cita requerida]

## Biografía
Ejerció como consejero delegado y presidente del Recreativo de Huelva a partir del año 2001, tras llevar años como miembro del consejo de administración del club desde principios de los años 1990. En 2005 fue presidente de la Comisión Electoral de la LFP. Durante su mandato, en 2002, la Fundación Recre fue inscrita en el Registro de Fundaciones Privadas de Carácter Cultural y Artístico, Asociaciones y Entidades Análogas de Andalucía. En 2010 el Club se acogió a la Ley Concursal por lo que semanas después, en octubre, y junto a toda la junta directiva, presentó su dimisión.
Falleció el 7 de junio de 2020 a los setenta y un años a causa de una enfermedad.

## Memoria
La ciudad deportiva del Recreativo lleva su nombre desde el 10 de enero de 2025.

## Logros y éxitos deportivos
- Campeonato de Segunda división: 2005-06.
- Dos ascensos a La Liga: 2001-02 y 2005-06.
- Subcampeonato Copa del Rey de fútbol: 2002-03.

| Predecesor: José España Prieto | Presidente del Recreativo de Huelva 2001-2010 | Sucesor: José Miguel de la Corte |